# Muarah
Muarah is een bestuurslaag in het regentschap Bangkalan van de provincie Oost-Java, Indonesië. Muarah telt 2761 inwoners (volkstelling 2010).